# Xenocoelidia youngi
Xenocoelidia youngi är en insektsart som beskrevs av Kramer 1959. Xenocoelidia youngi ingår i släktet Xenocoelidia och familjen dvärgstritar. Inga underarter finns listade i Catalogue of Life.